# Borraçal
Le borraçal est un cépage noir du Nord-Ouest du Portugal, région du Vinho verde, qui est recommandé pour l'élaboration d'un vin rouge de qualité. Longtemps cultivé en hautain, il est aujourd'hui conduit sur cruzeta.